# マスタング

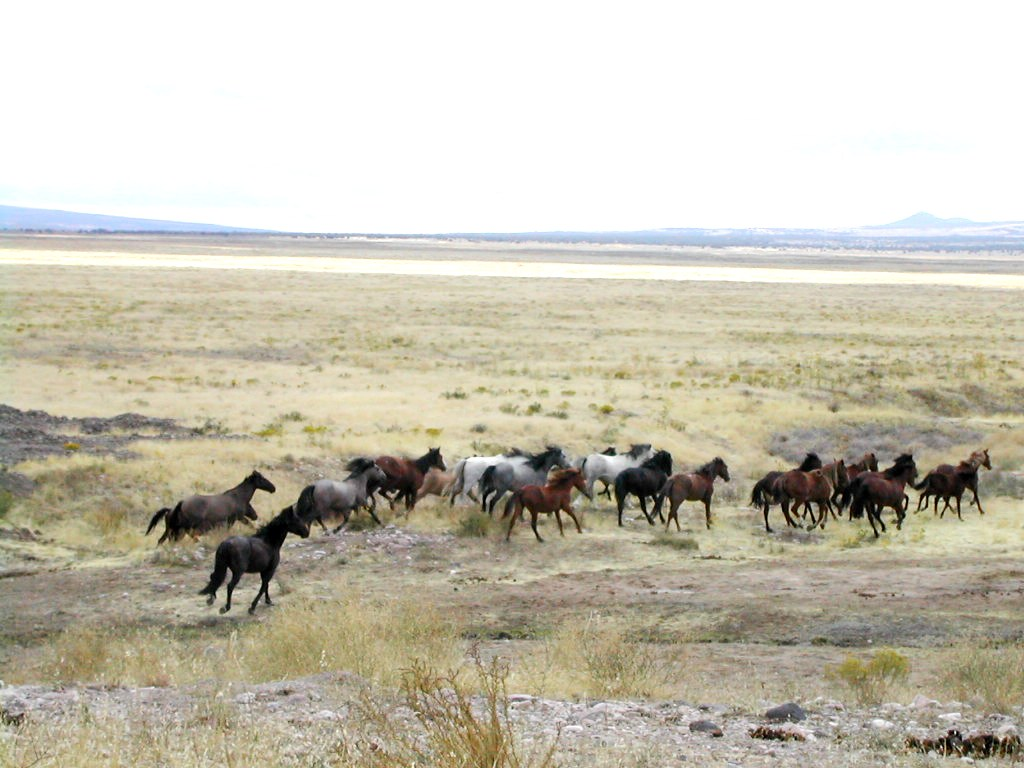
マスタングの群れ

マスタングもしくはムスタング（英語: mustang）は、北アメリカ大陸のプレーリー地帯にスペイン人によってヨーロッパから持ち込まれた小型馬が野生化したもののことである。名称はスペイン語のmestengoに由来する。この語は、迷子になった、あるいは主人のいない家畜を意味する。
人間に服従しない独立の精神に富んだ性格で知られ、アーネスト・トンプソン・シートンのいわゆる『シートン動物記』の中の一作『だく足のマスタング』にもその姿が活写されている。一部は再家畜化されクォーターホース等の基礎になった。
北アメリカ大陸はウマ科の発祥の地であるが、最終氷期後に絶滅した。それ以降北米大陸に馬は存在しなかったが、一度野生の群れができると天敵がほとんどいなかったため急速に数を増し、一時その数は200万頭に達した。元になった個体はアンダルシアン等が中心だったと考えられるが、一部の群れにはサラブレッドやアラブ種等軽種の影響も見られる。現在は2万5000頭ほどが保護され残っている。